# Беверли-Хиллз, 90210 (сезон 9)
«Беверли-Хиллз, 90210» — американский телесериал, повествующий о близнецах из семейства Уолш, оказавшихся в мире золотой молодёжи в лос-анджелесском районе Беверли-Хиллз («90210» в названии является почтовым индексом района; произносится как «девяносто-двести-десять», а «Беверли-Хиллз» — названием района; произносится как «беверли-хиллз»).В России вышел на канале СТС в 2000 году в дубляже фирмы "СВ ДУБЛЬ".

## Сюжет
После неудачной попытки жениться на Келли Брендон уезжает из Беверли-Хиллз в Вашингтон, занявшись своей журналистской карьерой. Вэлери рассказывает всю правду о себе Дэвиду, но теперь девушка боится, что её мать может рассказать полиции о её прошлом. Она возвращается в Буффало, чтобы наладить отношения с матерью.
Дилан возвращается домой на День благодарения, чем смущает Келли, пытающуюся забыть о неудачной свадьбе. Стив, между тем, начинает интересоваться Джанет Сосной (Линдсей Прайс), с которой они вместе с Брендоном работали в газете, а Дэвид пытается вернуть Донну…
В городе также появляется кузина Донны — Джина (Ванесса Марсел), мечтающая разрушить отношения Ноа и Донны, а Дилан увлекается Джиной и наркотиками. А кто-то тем временем выкрал тело погибшей жены Дилана — Антонии…
Тем временем Стив знакомится с мечтающей о славе Софи Бёрнс (Лора Лейтон), и, кажется, девушка заинтересована Дэвидом, а в семье Ноа возникают другие проблемы, и, когда его отец Дэниел Хантер (Рэй Уайз) кончает жизнь самоубийством, Ноа впадает в глубокую депрессию, закончившуюся алкоголизмом…
Донна и Келли решают начать свой маленький бизнес: они открывают магазинчик одежды под названием «Сейчас носят это!». Скоро у забывшей о Брендоне Келли начинается роман с адвокатом Мэттом Дёрнингом (Дэниел Косгроув). Но на горизонте появляется бывшая жена Мэтта — Лорен Дёрнинг (Кэри Шейн), а вскоре происходит новое несчастье — Келли становится жертвой сексуального насилия…

## Основной состав
- Джейсон Пристли в роли Брэндона Уолша
- Дженни Гарт в роли Келли Тейлор
- Ян Зиринг в роли Стива Сандерса
- Люк Перри в роли Дилана Макея
- Брайан Остин Грин в роли Дэвида Сильвера
- Тори Спеллинг в роли Донны Мартин
- Тиффани-Амбер Тиссен в роли Валери Мэлоун
- Винсент Янг в роли Ноа Хантера
- Линдсей Прайс в роли Джанет Сосна

- Дэниэл Косгроув — Мэтт Дёрнинг
- Ванесса Марсел — Джина Кинкейд

## Описание эпизодов
| Эпизод | Название                                                                        | Дата выхода в эфир | Режиссёр                 | Сценаристы                         |
| --- | ------------------------------------------------------------------------------- | ------------------ | ------------------------ | ---------------------------------- |
| |                                                                                 |                    |                          |                                    |
| 9x01 | The Morning After / На следующее утро                                           | 6 октября 1998     | Энсон Уилльямс           | Джон Эйзендрас                     |
| Отмена свадьбы подталкивает Брендона расстаться с Келли. Чтобы наладить отношения с ним, Келли хочет поехать на Корсику, но Брендон отказывается. Стив знакомится с Софи Бёрнс, и расстраивается, когда узнаёт, что девушка заинтересовалась Дэвидом. Вэлори узнаёт, что не больна СПИДом, и рассказывает Дэвиду, что убила отца. |                                                                                 |                    |                          |                                    |
| |                                                                                 |                    |                          |                                    |
| 9x02 | Budget Cuts / Сокращение бюджета                                                | 13 октября 1998    | Чип Чалмерс              | Лори МакКарти                      |
| Клинике, в которой работает Келли, урезают бюджет. Девушка вместе с друзьями устраивает демонстрацию. Софи и Дэвид начинают встречаться. Отец Ноа кончает жизнь самоубийством. |                                                                                 |                    |                          |                                    |
| |                                                                                 |                    |                          |                                    |
| 9x03 | Dealer’s Choice / Выбор игрока                                                  | 20 октября 1998    | Джефф Мэльман            | Даг Стайнберг                      |
| Софи покупает дорогую машину. Состояние Ноа пугает Донну. Написав некролог о Даниэле Хантере, Брендон получает предложение о работе в Нью-Йорке. Ноа продаёт имущество отца. Дэвид врёт Стиву, что не спит с Софи. |                                                                                 |                    |                          |                                    |
| |                                                                                 |                    |                          |                                    |
| 9x04 | Don’t Ask, Don’t Tell / Не спрашивай, не отвечай                                | 27 октября 1998    | Ричард Дэно              | Кен Стрингер                       |
| Узнав о том, что Вэлори убила отца, Эбби настаивает на том, чтобы дочь пошла в полицию. Страдая после смерти отца, Ноа просит Вэлори помочь ему вернуться к Донне. Стив узнаёт всю правду о Софи и Дэвиде. Келли и Донна решают открыть магазин и, придя в торговый центр арендовать здание, знакомятся с молодым адвокатом Мэтом Дёрнингом. Ноа арестовывают за вождение в пьяном виде. |                                                                                 |                    |                          |                                    |
| |                                                                                 |                    |                          |                                    |
| 9x05 | Brandon Leaves / Брендон уходит                                                 | 3 ноября 1998      | Кристофер Гиблер         | Джон Эйзендрас                     |
| Брендон принимает решение уехать в Вашингтон. Друзья устраивают ему прощальную вечеринку. Вэлори отправляется к Мэту, чтобы узнать, каковы её шансы выиграть дело против Эбби. Эбби решает забыть конфликт, но не простить Вэлори. Донна и Келли открывают магазин. Софи начинает сниматься в фильмах категории «18+» из-за отсутствия денег. Стив и Дэвид мирятся. Брендон навсегда покидает Беверли-Хиллз…                                                                                              |                                                                                 |                    |                          |                                    |
| |                                                                                 |                    |                          |                                    |
| 9x06 | Confession / Признание                                                          | 10 ноября 1998     | Кевин Инч                | Тайлер Бенсингер                   |
| Эбби прощает Вэлори. Ноа продолжает пить. Стив и Джанет впервые занимаются любовью. После выхода фотографий в модном журнале, Софи расстаётся с Дэвидом и уходит к фотографу. |                                                                                 |                    |                          |                                    |
| |                                                                                 |                    |                          |                                    |
| 9x07 | You Say Goodbye, I Say Hello / Прощай и здравствуй                              | 17 ноября 1998     | Майкл Лэнг               | Аарон Гарбертс и                   |
| Вэлори уезжает из Беверли, так и не успев застать Дилана, который вернулся в Беверли после трёх лет отсутствия. Дэвид проводит ночь с несовершеннолетней, и его обвиняют в изнасиловании. В Беверли приезжает кузина Донны Джина, которая успевает всем понравиться, и даже целует Ноа! Мэт и Келли целуются. Келли хочет задеть чувства Дилана. |                                                                                 |                    |                          |                                    |
| |                                                                                 |                    |                          |                                    |
| 9x08 | I’m Back Because / Я вернулся, потому что…                                      | 1 декабря 1998     | Арти Мэндельберг         | Джон Эйзендрас                     |
| Ситуация Девида пугает! Его посадили в тюрьму и обвинили в изнасиловании несовершеннолетних! Дилан решает помочь Девиду, и разговаривает с Миссис Тизли, а также с самой Дениз, которая в конечном счёте снимает свои обвинения. Джина пытается разлучить Ноа и Донну, но всё тщетно. |                                                                                 |                    |                          |                                    |
| |                                                                                 |                    |                          |                                    |
| 9x09 | The Following Options / Тебе выбирать                                           | 8 декабря 1998     | Габриэлль Бамон          | Лори МакКарти                      |
| Дедушка Келли — отец Джеки, болен. Мать и дочь не могут прийти к единому мнению относительно эвтаназии. Дилан продаёт машину, в которой когда-то расстреляли Тони. Соня — девочка-хулиганка, рвёт платья Донны. Келли и Дилан целуются. Стив узнаёт, что Саманту уволили с работы, потому что она стала лесбиянкой. |                                                                                 |                    |                          |                                    |
| |                                                                                 |                    |                          |                                    |
| 9x10 | Marathon Man / Марафонец                                                        | 15 декабря 1998    | Джоэль Джей Фейгенбаум   | Даг Стэйнберг                      |
| Ноа узнаёт, что Джина ревнует его к Донне. Келли и Дилан едут в Мексику, чтобы разобраться в своих чувствах друг к другу. |                                                                                 |                    |                          |                                    |
| |                                                                                 |                    |                          |                                    |
| 9x11 | How To Be The Jerk Women Love / Каково быть любимым мужчиной для подлой женщины | 12 января 1999     | Харви Фрост              | Джон Эйзендрас                     |
| Дилан всё больше увлекается Джиной. В то же время Дилан попадает под влияние героина, он достигает критической точки, когда узнаёт, что могила его бывшей жены была тайно перемещена, куда, никто не знает. Тогда Дилан решает купить пистолет, чтобы разобраться с тем, кто украл тело его бывшей жены Тони. Келли и Мэт становятся ближе, но чувства к Брендону и Дилану не дают ей покоя. Но потом она решает сойтись с Мэтом. Джина уговаривает мать Донны взять её на деловой завтрак вместо дочери. |                                                                                 |                    |                          |                                    |
| |                                                                                 |                    |                          |                                    |
| 9x12 | Trials & Tribulations / Испытания и прочие несчастья                            | 17 января 1999     | Рой Кампанелла-Младший   | Кен Стрингер                       |
| Дилан увяз в проблемах. Отношения с Келли можно назвать напряжёнными, так как Джина всё время рядом с Диланом. Наркотики и оружие — также причина, осложняющая ему жизнь. Донна и Ноа решают устроить дома вечеринку по случаю дня рождения Мэта. |                                                                                 |                    |                          |                                    |
| |                                                                                 |                    |                          |                                    |
| 9x13 | Withdrawal / Прерывание                                                         | 24 января 1999     | Кевин Инч                | Тайлер Бенсингер                   |
| У Дилана проблемы, которые приобретают всё больший масштаб. Келли и Джина настроены очень враждебно друг к другу. |                                                                                 |                    |                          |                                    |
| |                                                                                 |                    |                          |                                    |
| 9x14 | I’m Married / Я женат                                                           | 2 февраля 1999     | Энсон Уилльямс           | Джон Эйзендрас                     |
| Оказывается, что Мэт женат. Его жена Лоран появилась в Беверли, но он боится встречаться с ней, так как поставит новые отношения под угрозу, только Джине известна эта ситуация, ведь она видела их вместе. На исправительных работах Дилан встречает Рамона, с которым объединяет усилия в борьбе против босса-тирана. |                                                                                 |                    |                          |                                    |
| |                                                                                 |                    |                          |                                    |
| 9x15 | Beheading St. Valentine / Казнь Святого Валентина                               | 9 февраля 1999     | Фрэнк Такери             | Лори МакКарти                      |
| Мэт хочет, чтобы Лорен переехала в дом Уолшей. Его отношения с Келли становятся более отдалёнными. Донна уходит от Ноа, найдя фотографии, где Ноа и Джина целуются. Дилан и Джина всё чаще встречаются и гуляют в тех местах, где Дилан может сорваться. Стив опасается, что у него онкологическое заболевание. |                                                                                 |                    |                          |                                    |
| |                                                                                 |                    |                          |                                    |
| 9x16 | Survival Skills / Навыки выживания                                              | 16 февраля 1999    | Чарли Коррелл            | Даг Стэйнберг                      |
| Джина ревнует Дилана к Келли. Келли понимает, что потеряла Мэта, а Донна не прощает Ноа, и всё больше времени проводит с Дэвидом, который признаётся, что хочет вернуть их отношения. |                                                                                 |                    |                          |                                    |
| |                                                                                 |                    |                          |                                    |
| 9x17 | Slipping Away / Ускользая                                                       | 2 марта 1999       | Рой Кампанелла-Младший   | Джон Эйзендрас                     |
| Состояние Лоран всё хуже. Отношения Ноа и Донны усугубляются. Преследуя личные цели, врач прекращает выписывать Лоран жизненно важные таблетки. Келли и Дилан едут в Мексику, чтобы достать антибиотик. |                                                                                 |                    |                          |                                    |
| |                                                                                 |                    |                          |                                    |
| 9x18 | Bobbi Dearest / Милый Бобби                                                     | 9 марта 1999       | Кристиан А. Ниби-Младший | Тайлер Бенсингер и Лори МакКарти   |
| Джина предъявляет Фелиз иск. Она обвиняет её в том, что женщина не правильно распоряжается её трастовым фондом. Келли и Дилан проводят ночь вместе. Ноа и Донна решают восстановить отношения. |                                                                                 |                    |                          |                                    |
| |                                                                                 |                    |                          |                                    |
| 9x19 | The Leprechaun / Лепрекон                                                       | 16 марта 1999      | Кевин Инч                | Джон Эйзендрас                     |
| Келли недовольна партнёрством с Донной. Мэт и Келли пытаются восстановить отношения, но Мэт озабочен подписанием предсвадебного соглашения. Дилан встречается с Джиной. Стив и Джанет открывают благотворительный фонд. |                                                                                 |                    |                          |                                    |
| |                                                                                 |                    |                          |                                    |
| 9x20 | Fortune Cookie / Печенье с предсказанием                                        | 6 апреля 1999      | Люк Перри                | Кен Стрингер и Даг Стэйнберг       |
| Дэвид и его новая девушка Клаудия планируют фиктивный брак. Кэлли пытается найти Мэту новых клиентов, чтобы он изменил своё мнение о ней. Мэт думает, что Келли недовольна их совместной жизнью. |                                                                                 |                    |                          |                                    |
| |                                                                                 |                    |                          |                                    |
| 9x21 | I Wanna Reach Right Out & Grab Ya / Я пытаюсь до тебя дотянуться                | 13 апреля 1999     | Дженни Гарт              | Аарон Гербертс и Грэтхен Джей Берг |
| Джина присматривает за домом подруги. Признание Келли на телевизионной игре расстраивает Мэта. Благодаря Дэвиду, легенда радио возвращается в эфир. Джина избегает участи жертвы изнасилования. |                                                                                 |                    |                          |                                    |
| |                                                                                 |                    |                          |                                    |
| 9x22 | Local Hero / Местный герой                                                      | 20 апреля 1999     | Джоэль Джей Фейгенбаум   | Мэтт Дэрбон                        |
| Дэвид подавляет в себе влечение к молодой девушке. Мэт помогает найти работу Джине, но у неё ничего не получается. Мэт и Келли расстаются, когда парень узнаёт о случае в Мексике. |                                                                                 |                    |                          |                                    |
| |                                                                                 |                    |                          |                                    |
| 9x23 | The End Of The World As We Know It / Это конец света, и мы знаем об этом        | 27 апреля 1999     | Майкл Рэй Родс           | Тайлер Бенсингер                   |
| Желание Джины напакостить Келли выходит ей боком. Келли и Мэт снова вместе. |                                                                                 |                    |                          |                                    |
| |                                                                                 |                    |                          |                                    |
| 9x24 | Dog’s Best Friend / Лучший друг собаки                                          | 4 мая 1999         | Кристофер Гиблер         | Лори МакКарти                      |
| Донна стоит перед нелёгким выбором. Келли становится жертвой изнасилования. |                                                                                 |                    |                          |                                    |
| |                                                                                 |                    |                          |                                    |
| 9x25 | Agony / Агония                                                                  | 11 мая 1999        | Энсон Уилльямс           | Даг Стэйнберг                      |
| Келли доверяет свою проблему Донне и Дилану, Мэта же она держит в неведении, так как он и так подозревает, что между ней и Диланом что-то есть. В это время Мэт защищает воришку, который украл музыкальный центр, но оказывается, что этот человек и есть тот парень, который изнасиловал Келли, правда об этом никто не знает. |                                                                                 |                    |                          |                                    |
| |                                                                                 |                    |                          |                                    |
| 9x26 | That’s The Guy / Тот самый парень                                               | 18 мая 1999        | Майкл Лэнг               | Джон Эйзендрас                     |
| Донна не может сделать выбор. При новой встрече с Джо Пэтчем, Келли убивает его. |                                                                                 |                    |                          |                                    |
| |                                                                                 |                    |                          |                                    |

## Рейтинг
| # | День недели | Премьера              | Финал            | Сезон     | Позиция | Количество зрителей (в млн.) |
| - | ----------- | --------------------- | ---------------- | --------- | ------- | ---------------------------- |
| 9 | Среда       | 16 сентября 1998 года | 19 мая 1999 года | 1998-1999 | 75      | 9.7                          |